# Ewald Vervaet

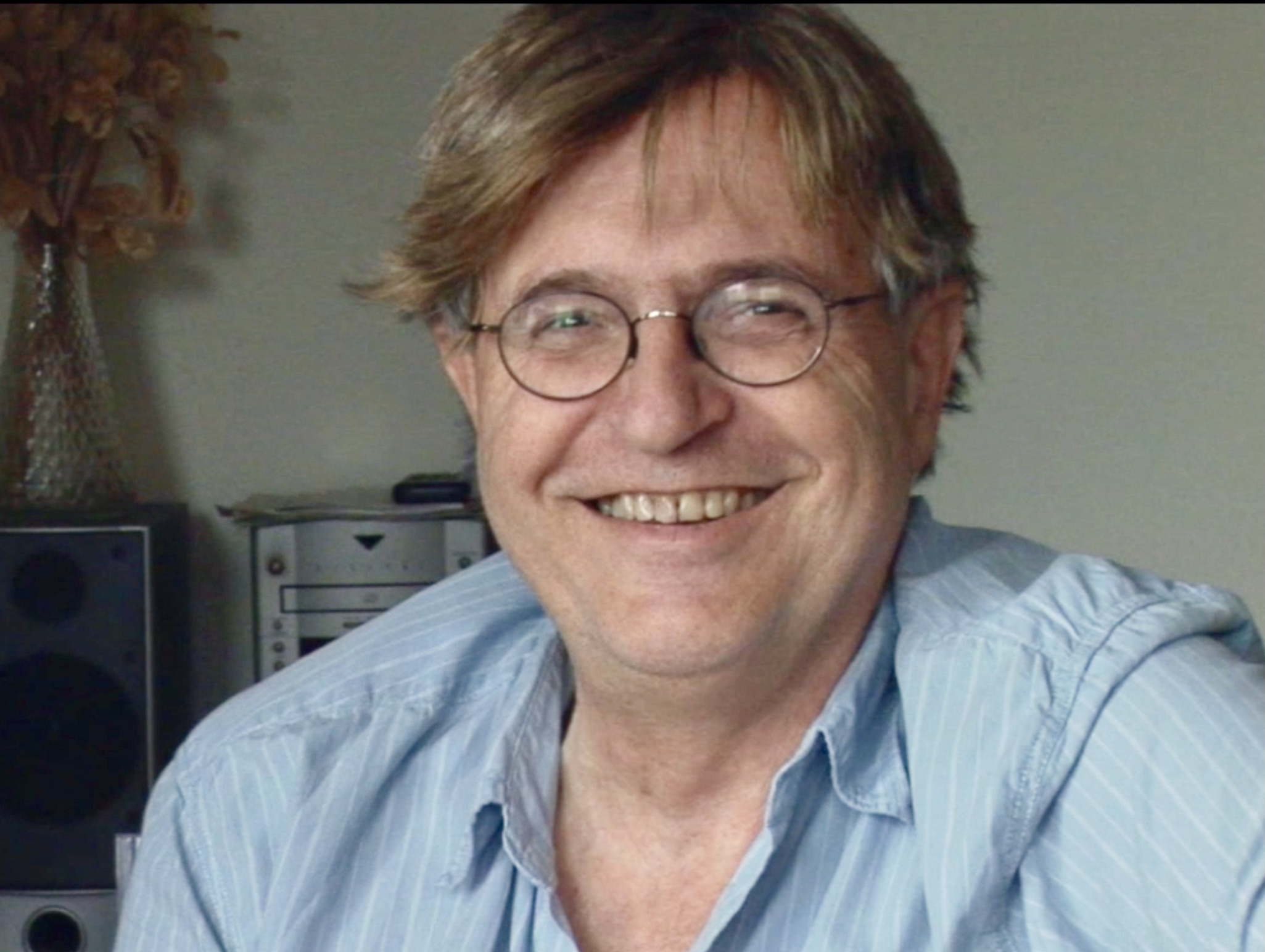
Ewald Vervaet in 2017

Ewald August Zijlta Maria Vervaet (Westdorpe, 13 november 1949) is een Nederlands ontwikkelingspsycholoog en natuurkundige. 

## Leven en werk
Ewald Vervaet, zoon van een landbouwer in het Zeeuws-Vlaamse Westdorpe, studeerde na het gymnasium wis- en natuurkunde aan de Vrije Universiteit in Amsterdam. Na zijn afstuderen koos hij voor een studie psychologie aan dezelfde universiteit. Hij studeerde af in de richting klinische psychologie, maar legde zich in de jaren erna vooral toe op kennisleer, ontwikkelingspsychologie en de psychologie van het lezen.   
In 1986 promoveerde hij op voorspraak van prof. dr. Rita Vuyk (1913 - 1989) bij de hoogleraren Piet Vroon (1939 - 1998) en J.J. Elshout (1934 - 2019) van de Universiteit van Amsterdam op een proefschrift getiteld: Strukturalistische verkenningen in kennisleer en persoonlijkheidsleer. Hierin bouwde hij voort op het werk van de Zwitserse psycholoog Jean Piaget (1896 - 1980).  
Het idee voor een longitudinaal onderzoek onder kinderen in de leeftijd van 0 - 3 jaar ontstond in juli 1990 na het lezen van Piagets boek La naissance de l’intelligence chez l’enfant. Enkele tientallen kinderen werden enkele jaren achtereen in hun psychologische ontwikkeling gevolgd. Later breidde Vervaet zijn onderzoek uit tot jonge schoolkinderen in de leeftijd tot 8,5 jaar. Het onderzoek draaide om de vraag hoe kinderen leren lezen, schrijven en rekenen. Tijdens een verblijf van drie maanden in Genève in 1991 verdiepte Vervaet zich aan het instituut Archives Jean Piaget verder in Piagets werk. Wat hij in zijn onderzoek bij kinderen tot 8,5 jaar over de ontwikkeling van het lezen had gevonden, begon hij vanaf 2010 toe te passen op het leesonderwijs. Zo ontstond de methode Ontdekkend Leren Lezen.   
Vervaets werk is in de loop der jaren dikwijls onderwerp geweest van kritiek en debat, niet in de laatste plaats omdat hij als structuralist de fundamenten van de in de sociale wetenschappen gangbare empiristische (of positivistische) wetenschapsopvatting als aantoonbaar ondeugdelijk van de hand wijst.

## Wetenschappelijk onderzoek

### Dissertatie
Strukturalistische verkenningen in kennisleer en persoonlijkheidsleer uit 1986 is een veelomvattende studie naar de wijze waarop kennis tot stand komt, zowel fylogenetisch (in het grote verband van de geschiedenis van de wetenschap) als ontogenetisch (bij de mens als individu van baby tot volwassene). In dit omvangrijke werk bouwt Vervaet op vier manieren voort op het werk van Piaget:
1. Hij vormt Piagets structuurbegrip, zoals in woorden uitgedrukt in diens boek Le structuralisme (1968), om tot een structuurbegrip waarin het begrip ‘terugkerend verband’ is geformaliseerd en in een formule is gegoten.[1]  Een voorbeeld van een structuur is de verzameling van alle gehele getallen onder de bewerkingen ‘+’ en ‘–’.[2]
2. Hij past dit structuurbegrip toe op de persoonlijkheid in de zin van een systeem van zelfkennis. Zo zijn bijvoorbeeld iemands belevingen:
‘blij met de gekregen trui; mat zodra ik hem aan heb’
‘blij met de gewonnen fiets; mat zodra ik erop rijd’
‘blij met de nieuwe plaat;	mat zodra ik hem draai’
elkaars transformatie. Samen vormen ze een zelfkennispatroon.
Bij kinderen en jongeren heeft hij onderzocht wanneer zelfkennispatronen gevormd worden (dit blijkt rond 14 jaar te zijn, in de zogeheten zelfkennisfase) en hoe ze vanaf geboorte ontstaan.
3. Piagets assimilatie-accommodatie-schema heeft hij omgewerkt tot de onderzoeks- of ontdekkingscyclus; een beschrijving hiervan is onder andere te vinden in: ‘Taalvoorbeelden van de onderzoekscyclus – II’ en ‘Zwarte zwanen en “zwarte zwanen”’

### Longitudinaal onderzoek bij kinderen tussen 0 en 8,5 jaar
Geïnspireerd door Piagets boek La naissance de l’intelligence chez l’enfant (1936) begon Vervaet na 1990 de psychologische ontwikkeling van kinderen tussen 0 en 2 jaar opnieuw te onderzoeken. Vanuit de begrippen ‘primaire circulaire reacties’, ‘secundaire circulaire reacties’ en ‘tertiaire circulaire reacties’ trok hij Piagets lijn door met ‘kwartaire circulaire reacties’ en ‘kwinaire circulaire reacties’ (met ‘circuits’ voor ‘circulaire reacties’) tot de leeftijd van 3 jaar. Vervolgens heeft hij zijn onderzoek voortgezet bij kinderen tot 8,5 jaar. Het resultaat van zijn onderzoek bij kinderen tot 3 jaar is het boek Groeienderwijs (2002). Zijn onderzoek onder kinderen tot 8,5 jaar leidde tot het verschijnen van Naar school (2007). 

### Leespsychologie
Ook de eerder genoemde methode van het Ontdekkend leren lezen draagt duidelijke sporen van Piagets werk. Zo leest de zes jaar oude Ilse, die ILSE, MAMA en PAPA kan schrijven, het woord LIP als ‘L, i, p’ (wat ‘louter hakken’ wordt genoemd) of als ‘L, i, p; kip’ (door Vervaet als ‘hakken-en-gissen’ aangeduid). Dit gebeurt volgens Vervaet omdat haar psychologische structuur nog die van een kleuter is, die immers per definitie niet beschikt over omkeerbare verbanden. Zodra de ontwikkeling naar omkeerbare verbanden in neurologisch en psychologisch opzicht haar beslag gekregen heeft, leest Ilse als jong schoolkind: ‘L, i, p; lip’(ook wel ‘hakken-en-plakken’ genoemd) of ‘Lip’ (onmiddellijk lezen). 
Om LIP als ‘L, i, p; lip’ te kunnen lezen dient Ilse met de /i/-klank terug te gaan naar /l/ om /li/ te vormen en vervolgens met de /p/-klank terug te gaan naar /li/ om /lip/ te vormen. Dit is wat in concreto met de term ‘omkeerbaarheid’ wordt bedoeld. 

### Leesrijpheid
Vervaet wijst erop dat ‘denken als een kleuter’ niet naar de leeftijd van het kind of naar de schoolgroep 1 en/of 2 verwijst, maar naar de psychologische structuur. Dat wil zeggen: een kind van 7 of 8 jaar (of nog ouder) kan in bepaalde gevallen in psychologisch opzicht nog een kleuter zijn. Ook het omgekeerde komt voor: er zijn vroegrijpe kleuters die op de leeftijd van 4 of 5 jaar in psychologisch opzicht al functioneren als een schoolkind en dus kunnen (leren) lezen.   
Op basis van zijn onderzoek is Vervaet tegen het vervroegd trainen van niet-leesrijpe kinderen in letterkennis. Op het eerste gezicht lijken deze kinderen de aangeboden letters weliswaar te kunnen onthouden, maar deze letterkennis beklijft volgens hem in dit stadium nog niet. Zulke trainingen zouden het kind onnodig belasten. Letterkennis kan volgens Vervaet pas beklijven als het kind in de fase van de omkeerbare operaties is gekomen. Hij bepleit daarom het gebruik van proeven waarbij wordt vastgesteld of het kind in psychologisch opzicht nog een kleuter of al een schoolkind is. Zolang een dergelijke proef aantoont dat een kind nog niet toe is aan formeel leren, dienen leerkrachten zich in zijn ogen te beperken tot voorbereidend (lees)onderwijs, onder andere door het aanbieden van vorm- en klankspelen. Daardoor zou op de lange termijn het proces van gestaag afnemende leesvaardigheid in Nederland, zoals aangetoond in de internationale onderzoeken van PISA (onderwijs) gekeerd kunnen worden.   

## Wetenschappelijke status, controverses en waardering
Vervaets wetenschappelijke werk heeft altijd buiten de universiteiten plaatsgevonden. Zijn werk is in kringen van gevestigde academici (voornamelijk leerpsychologen en onderwijskundigen) zoals gezegd dikwijls bekritiseerd en onderwerp geweest van soms heftig debat, niet in de laatste plaats omdat Vervaet zich vanuit Piagets en eigen werk fel keert tegen de empiristische uitgangspunten die in veel sociaal-wetenschappelijk onderzoek leidend zijn. Zo heeft hij zich altijd een uitgesproken tegenstander getoond van psychometrische tests in het algemeen en cito-toetsen bij kleuters en schoolkinderen in het bijzonder. 
Dat er ook waardering is voor zijn wetenschappelijk onderzoek blijkt uit het voorwoord van de hoogleraren Jacques Vonèche (in Groeienderwijs), Sieneke Goorhuis-Brouwer (in Naar school) en Peter Luijten in zijn ‘ten geleide’ van Vervaets boek Het raadsel intelligentie. Verder is er waardering onder leerkrachten en professionals die met jonge kinderen werken. Zij zeggen het bestaan van de ontwikkelingsfasen die Vervaet beschrijft in de praktijk van hun werk steeds weer bevestigd te zien. Deze leerkrachten hebben zich verenigd in de in 2012 mede door Vervaet opgerichte Werk- en Steungroep Kleuteronderwijs (WSK). De groep bepleit het zogenoemde aansluitend of ontwikkelingvolgend onderwijs, dat de opeenvolgende stadia van de neurologische en psychologische ontwikkeling van het kind als uitgangspunt neemt voor de manier van lesgeven en begeleiden. In dat kader werd voor leerkrachten van de groepen 1 - 4 van de basisschool een leerlingvolgsysteem ontworpen dat in januari 2022 werd gepubliceerd onder de naam 'Klimroos'. 
Vervaets wetenschappelijke werk is ondergebracht in de Stichting Histos. Op de website van de in Amsterdam gevestigde stichting is te lezen dat de stichting een raamwerk wil scheppen voor wie geïnteresseerd is in 'het verrichten en bevorderen van onderzoek naar de groei van inzichtelijke kennis bij kinderen, bij volwassenen en in de wetenschap volgens de strukturalistische methode, en het bevorderen van de toepassing van de onderzoeksresultaten'. Het blad Struktuur en genese doet verslag van Vervaets onderzoekswerk en vormt tevens een platform voor overige publicaties van zijn hand en de discussie erover.

## Enkele overige publicaties
- Jean Piaget - In: M. Vervoort (red.) Pioniers in de psychologie. Uitgeverij Nijgh & van Ditmar, Amsterdam, 2000.
- ‘Schets van een cursus Ontdekkend leren lezen en schrijven’ - Histos jaarboek 2009
- ‘Het rijpe brein’, deel 1 en deel 2 In Zorg Primair, CNV Onderwijs, resp. 5.2017 en 1.2018
- Struktuur en genese - Tal van artikelen over uiteenlopende onderwerpen van de hand van Vervaet zijn te vinden op het gelijknamige publicatieplatform van de stichting Histos, Amsterdam, 1988 - heden.